# パーク・コーポレーション

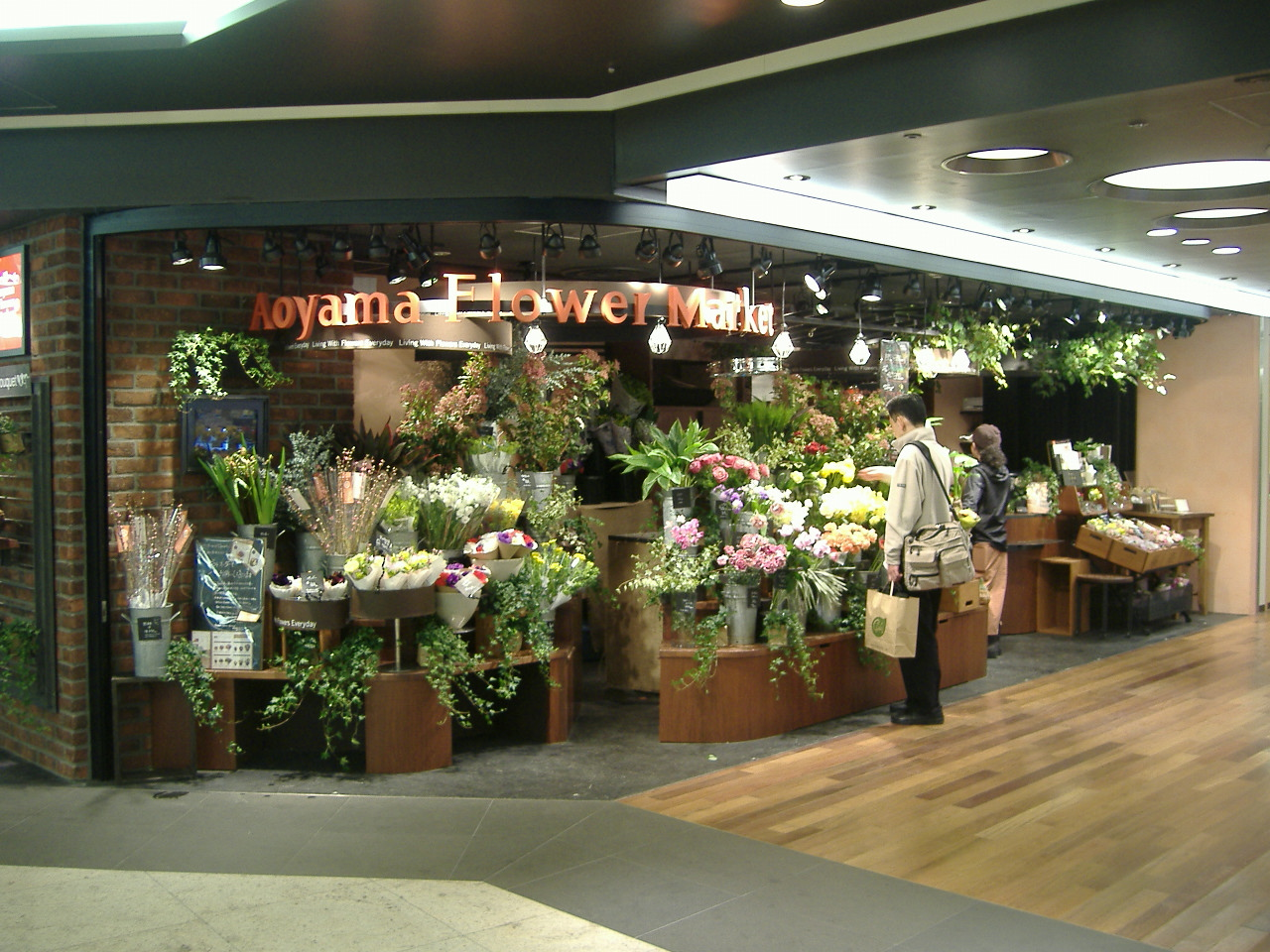
青山フラワーマーケット（ジョイナス1F店）

株式会社パーク・コーポレーション（英: Park Corporation）は、東京都港区に本社を置く小売業者。生花店「青山フラワーマーケット」等の運営を行う。

## 主な事業
青山フラワーマーケットは1989年に事業を開始した生花店で「ライフスタイルブーケ」と呼ばれ、手軽に飾れる自宅用の花束などを扱う。2018年12月時点、国内外103店舗を展開する。
社長の井上英明は一般の生花店が法人用胡蝶蘭などの高価格商品のロスを見込み、多くの商品の販売価格を高めに設定しても採算が取れる点に気づくと、低い売上原価に着目して事業を展開した。花は贅沢品でなく必需品であるとの認識を井上自身が得るのは、後にフランスの殺風景なホテルで過ごした経験に根差している。2007年、一般財団法人日本花普及センターの選ぶフラワービジネス賞「流通・販売部門」で大賞を受け、店舗展開により利便性のよい駅前店舗を展開した点と、ミニブーケ等の商品開発を通じて若年消費者を取り込んだ貢献を認められた。
2009年には一橋大学大学院国際企業戦略研究科が主催し、独自性があり高い収益性のある事業を表彰するポーター賞を受ける。生花販売から業態を広げ、2011年9月17日には温室をコンセプトとしたカフェ を開店すると、南青山、赤坂Bizタワー、アトレ吉祥寺の本支店に展開する。またhana-kichi と称する事業では、個人の顧客開拓に講習会の開催や講師派遣を始め、南青山でフラワースクール運営やイベントなどの出張レッスンを行う。日経リサーチによる「幸せな気持ちになれるブランド」調査の家具・生活雑貨部門第1位を受賞するのは2016年である。
法人顧客を対象に2015年にANNEX事業を開始すると事業所の室内緑化事業を展開、植物を活かした空間デザインをほどこす かたわら、法人の需要をワンストップで受け取る祝花の手配や装飾の受注、あるいはウェディングなどオーダーメイドの取引に対応。

### 受賞歴
- 2006年 デザイン・エクセレント・カンパニー賞（一般財団法人日本デザイン振興会）
- 2007年 フラワービジネス大賞（一般財団法人日本花普及センター）[2]
- 2009年 ポーター賞 「複数事業を営む企業の事業部の部」（主催：一橋大学大学院国際企業戦略研究科）[3]
- 2016年 「幸せな気持ちになれるブランド」家具・生活雑貨部門第1位（日経リサーチ）

## 沿革
創業期
- 1988年 - パーティーの企画運営会社として設立。
- 1989年 - 生花販売業務開始。
- 1990年 - 大田市場花き部売買参加権取得。

青山フラワーマーケット
- 1993年 -南青山本店を開店。
- 1997年 -北海道に進出。
- 2002年 -関西・九州に進出。

海外展開
- 2015年 - 海外1号店をフランスのパリに開店（rue du Bac Paris店）。
- 2018年 - 海外2号店をイギリスのロンドンに開店（selfridge店）。
- 00同年 - 店舗展開が100件を突破。

個人向け事業
- 2003年 - 講習・派遣事業 hana-kichi 事業開始。
- 2011年 - 喫茶事業 Aoyama Flower Market TEA HOUSE1号店を南青山本店内に開店。

法人向け事業
- 2013年 - perkERs、空間デザイン事業を開始
- 2015年 - ANNEX事業を開始。

## テレビ番組
- 日経スペシャル ガイアの夜明け（テレビ東京）
  - 世界市場に花を売れ! ～知られざる　キリンビールの野望～（2006年4月18日）[10] - 青山フラワーマーケットの商法を取材。
  - “売る”技術を磨け!～プロの接客 教えます～（2007年8月21日）[11] - 青山フラワーマーケットでの覆面調査を取材。
- 日経スペシャル カンブリア宮殿 日常生活に花を! 豊かさを売って、客を呼べ!（2010年2月22日、テレビ東京）[12]